# Coosa Country Club Golf Course
Le Coosa Country Club Golf Course est un terrain de golf américain à Rome, dans le comté de Floyd, en Géorgie. Il est inscrit au Registre national des lieux historiques depuis le 14 avril 2022.